# (473051) 2015 HL84
(473051) 2015 HL84 es un asteroide perteneciente al cinturón de asteroides, descubierto el 3 de noviembre de 2004 por el equipo del Spacewatch desde el Observatorio Nacional de Kitt Peak, Arizona, Estados Unidos.

## Designación y nombre
Designado provisionalmente como 2015 HL84.

## Características orbitales
2015 HL84 está situado a una distancia media del Sol de 2,631 ua, pudiendo alejarse hasta 2,762 ua y acercarse hasta 2,499 ua. Su excentricidad es 0,050 y la inclinación orbital 4,084 grados. Emplea 1558 días en completar una órbita alrededor del Sol.

## Características físicas
La magnitud absoluta de 2015 HL84 es 16,9.